# 滝里駅

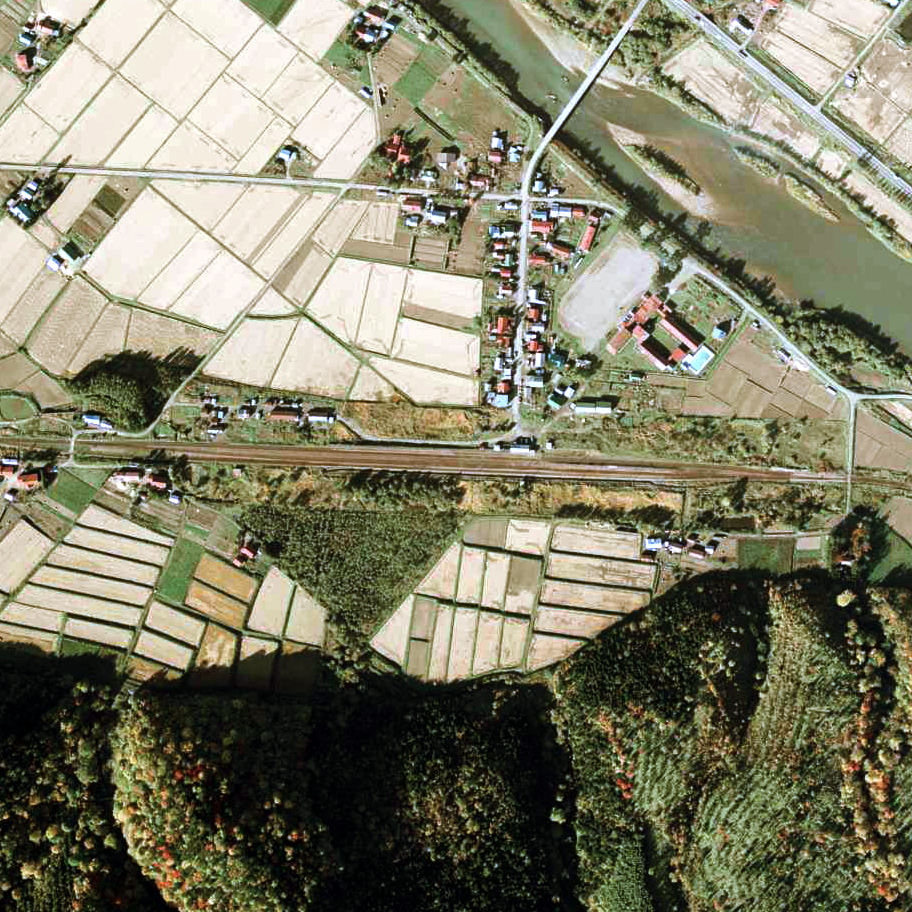
1977年の滝里駅と周囲約750m範囲。右が富良野方面。

滝里駅（たきさとえき）は、北海道芦別市滝里町に所在した北海道旅客鉄道（JR北海道）根室本線の駅（廃駅）である。事務管理コードは▲130408。

## 歴史
滝里ダム建設に伴う当地の水没、野花南駅 - 島ノ下駅（現：島ノ下信号場）間での滝里トンネル・島ノ下トンネルへ迂回する新ルートへの切り替えに伴い、1991年（平成3年）10月22日に廃駅となった。

### 年表
- 1913年（大正2年）11月10日 - 鉄道院釧路本線（→根室本線）の奔茂尻駅（ぽんもしりえき）として開業[1]。一般駅[1]。
- 1946年（昭和21年）5月1日 -　滝里駅に改称[4][5]。
- 1949年（昭和24年）6月1日 - 公共企業体である日本国有鉄道に移管。
- 1961年（昭和36年）9月20日 - 貨物取扱い廃止[1]。
- 1982年（昭和57年）5月30日 - 荷物取扱い廃止[6]。同時に無人化[7]。
- 1987年（昭和62年）4月1日 - 国鉄分割民営化によりJR北海道に継承[1]。
- 1991年（平成3年）10月22日 - 野花南 - 島ノ下間線路付け替えにより廃止[1][2]。

### 駅名の由来
旧駅名の奔茂尻は、アイヌ語の「ポンモシㇼ（pon-mosir）」（小さい・島）に由来し、かつて空知川にあった川中島のこととされている。駅名の改称は所在地の地名に合わせたもので、現在もダムのすぐ下流にある空知大滝の上流に当たる土地であることから名づけられた。

## 駅構造
隣の野花南駅や島ノ下駅と全く同じ構造で、互いのホームは千鳥状に完全に離れ、駅舎横の野花南側に下り方面の単式ホームと、構内踏切で連絡する島ノ下側に島状であるが駅裏側片面使用の上り方面単式ホームからなる2面2線、その外側に1本の副本線と駅舎横の貨物積み卸し場（高床式のホームはない）に当初は2本、後に1本の引き込み線を有していた。
その後、貨物荷物取扱いの廃止や無人化にあわせて貨物用の側線や副本線が撤去または接続が切られ、単式ホーム2面2線のみの運用となった。

## 跡地
滝里ダムの建設により、駅舎が水没した。

## 隣の駅
北海道旅客鉄道
根室本線（当駅廃止時点）
野花南駅 - 滝里駅 - 島ノ下駅